# Good Evening New York City
Good Evening New York City es un álbum en directo del músico británico Paul McCartney publicado por la compañía discográfica Hear Music en noviembre de 2009. El disco incluyó material interpretado en directo durante tres noches en el concierto inaugural del Citi Field de Nueva York los días 17, 18 y 21 de julio de 2009, dentro de la gira Summer Live '09. 180 000 entradas fueron vendidas en pocas horas después de que se hiciera oficial el anuncio de los conciertos. El álbum supuso la tercera publicación de McCartney en Hear Music, después del álbum Memory Almost Full y del EP Amoebas' Secret. 
A nivel comercial, Good Evening New York City alcanzó el puesto dieciséis de la lista estadounidense Billboard 200 y el 28 en la lista de discos más vendidos del Reino Unido. En los Estados Unidos, fue certificado como disco de oro al superar las 500 000 copias vendidas. La canción «Helter Skelter» ganó el Grammy a la mejor interpretación vocal rock solista en la 53.ª entrega de los premios.

## Historia
El largometraje del concierto incluido en la edición estándar fue dirigido por Paul Becher, que supervisó actuaciones de más de doscientos conciertos de McCartney. Los conciertos fueron grabados en alta definición usando quince cámaras y material digital incorporado de 75 videocámaras cedidas a los seguidores durante los tres conciertos en Citi Field. La mezcla del álbum, en estéreo y en 5.1, fue realizada por el ingeniero Paul Hicks, quien también apareció en los créditos de las reediciones del catálogo musical de The Beatles en 2009 y en los álbumes The Beatles Anthology y Let It Be... Naked. Paul Hicks ganó previamente dos premios Grammy por su trabajo en el álbum de The Beatles Love.
Citi Field adquirió un importante significado para McCartney y sus seguidores por ser el sitio de reemplazo del antiguo Shea Stadium, en el que The Beatles tocaron en 1965. En 2008, McCartney se unió a Billy Joel en el último concierto ofrecido en el Shea Stadium antes de su demolición. Joel devolvió el favor a McCartney apareciendo en la canción «I Saw Her Standing There».
Las canciones «Sign the Changes», «Jet» y «Band on the Run» fueron incluidas como un pack de tres canciones descargables para el videojuego Rock Band el 5 de enero de 2010.

## Formatos
Good Evening New York City fue publicado en dos formatos: una edición estándar de tres discos (2 CD y 1 DVD) y una edición deluxe de cuatro discos (2 CD y 2 DVD) que incluye el concierto ofrecido desde la marquesina del teatro Ed Sullivan durante el programa de televisión Late Show with David Letterman. El conjunto, integrado por 33 canciones que resumen su carrera musical en tres horas.
La edición estándar de Good Evening New York City es vendida a través de Starbucks en Estados Unidos y a través de otros minoristas en Canadá.

## Lista de canciones
Todas las canciones escritas y compuestas por Lennon/McCartney excepto donde se anota. 
| Disco uno |                                                                           |                        |          |  |
| N.º       | Título                                                                    | Escritor(es)           | Duración |  |
| 1.        | «Drive My Car»                                                            |                        | 2:25     |  |
| 2.        | «Jet»                                                                     | Paul & Linda McCartney | 4:20     |  |
| 3.        | «Only Mama Knows»                                                         | McCartney              | 3:41     |  |
| 4.        | «Flaming Pie»                                                             | McCartney              | 2:29     |  |
| 5.        | «Got to Get You into My Life»                                             |                        | 2:51     |  |
| 6.        | «Let Me Roll It» (Incluye coda de la canción de Jimi Hendrix «Foxy Lady») | Paul & Linda McCartney | 5:51     |  |
| 7.        | «Highway»                                                                 | McCartney              | 3:55     |  |
| 8.        | «The Long and Winding Road»                                               |                        | 3:41     |  |
| 9.        | «My Love»                                                                 | Paul & Linda McCartney | 3:53     |  |
| 10.       | «Blackbird»                                                               |                        | 2:43     |  |
| 11.       | «Here Today»                                                              | McCartney              | 2:32     |  |
| 12.       | «Dance Tonight»                                                           | McCartney              | 3:02     |  |
| 13.       | «Calico Skies»                                                            | McCartney              | 2:39     |  |
| 14.       | «Mrs Vandebilt»                                                           | Paul & Linda McCartney | 4:40     |  |
| 15.       | «Eleanor Rigby»                                                           |                        | 2:25     |  |
| 16.       | «Sing the Changes»                                                        | McCartney              | 4:17     |  |
| 17.       | «Band on the Run»                                                         | Paul & Linda McCartney | 5:16     |  |
| 60:34     |                                                                           |                        |          |  |

| Disco dos |                                                 |                        |          |  |
| N.º       | Título                                          | Escritor(es)           | Duración |  |
| 1.        | «Back in the U.S.S.R.»                          |                        | 3:08     |  |
| 2.        | «I'm Down»                                      |                        | 2:23     |  |
| 3.        | «Something»                                     | George Harrison        | 4:07     |  |
| 4.        | «I've Got a Feeling»                            |                        | 5:51     |  |
| 5.        | «Paperback Writer»                              |                        | 3:29     |  |
| 6.        | «A Day in the Life/Give Peace a Chance»         |                        | 5:44     |  |
| 7.        | «Let It Be»                                     |                        | 3:55     |  |
| 8.        | «Live and Let Die»                              | Paul & Linda McCartney | 3:14     |  |
| 9.        | «Hey Jude»                                      |                        | 7:23     |  |
| 10.       | «Day Tripper»                                   |                        | 3:12     |  |
| 11.       | «Lady Madonna»                                  |                        | 2:33     |  |
| 12.       | «I Saw Her Standing There» (Con Billy Joel)     |                        | 3:09     |  |
| 13.       | «Yesterday»                                     |                        | 2:17     |  |
| 14.       | «Helter Skelter»                                |                        | 3:53     |  |
| 15.       | «Get Back»                                      |                        | 4:00     |  |
| 16.       | «Sgt. Pepper's Lonely Hearts Club Band/The End» |                        | 4:28     |  |
| 62:37     |                                                 |                        |          |  |

| DVD extra: Live on the Late Show |                        |              |          |  |
| N.º                              | Título                 | Escritor(es) | Duración |  |
| 1.                               | «Get Back»             |              |          |  |
| 2.                               | «Sing the Changes»     | McCartney    |          |  |
| 3.                               | «Coming Up»            | McCartney    |          |  |
| 4.                               | «Band on the Run»      | McCartney    |          |  |
| 5.                               | «Let Me Roll It»       | McCartney    |          |  |
| 6.                               | «Helter Skelter»       |              |          |  |
| 7.                               | «Back in the U.S.S.R.» |              |          |  |

## Personal
- Paul McCartney: voz, bajo, guitarra acústica, guitarra eléctrica, piano, ukelele y mandolina
- Rusty Anderson: guitarra eléctrica, guitarra acústica y coros
- Brian Ray: guitarra rítmica, guitarra acústica, bajo y coros
- Paul Wickens: guitarra eléctrica, teclados, acordeón, armónica y coros
- Abe Laboriel Jr.: batería, percusión y coros
- Billy Joel: piano y voz en «I Saw Her Standing There»

## Posición en listas
| País              | Lista                   | Posición |
| ----------------- | ----------------------- | -------- |
| Alemania          | Media Control Chart     | 54       |
| Bélgica (Valonia) | Ultratop 200 Albums     | 56       |
| Bélgica (Flandes) | Ultratop 200 Albums     | 76       |
| Canadá            | Canadian Albums Chart   | 23       |
| Dinamarca         | Danish Albums Chart     | 11       |
| España            | Spanish Albums Chart    | 52       |
| Estados Unidos    | Billboard 200           | 16       |
| Francia           | SNEP Albums Chart       | 57       |
| Noruega           | Norwegian Top 40 Albums | 8        |
| Países Bajos      | Mega Albums Top 100     | 21       |
| Reino Unido       | UK Albums Chart         | 28       |
| Suecia            | Swedish Albums Chart    | 15       |